# Socjalizm w Wielkiej Brytanii
Historia socjalizmu w Wielkiej Brytanii sięga okresu przed XIX wiekiem. Filozofia socjalistyczna rozwija się w tym kraju od okresu angielskiej wojny domowej, utopijnych filozofów na czele z Robertem Owenem aż po reformatorską Partię Pracy.

## Wstęp
Reformacja w Wielkiej Brytanii wystąpiła później niż w większości krajów Europy kontynentalnej. W tym okresie podobnie jak w innych częściach Europy, działali różni protosocjalistyczni myśliciele jak Tomasz Morus, jednak prąd ten osłabł na skutek pojawienia się radykalnych purytanów, dążących do zreformowania zarówno religii jak i narodu. Purytanie byli prześladowani zarówno przez monarchię jak i przez kościół. Ostatecznie naciski spowodowały eksplozję gwałtownej rewolucji społecznej zwanej angielską wojną domową, w której wielu późniejszych marksistów zobaczyło pierwszą na świecie udaną rewolucję burżuazyjną.
Po wojnie pojawiło się wiele grup proto-socjalistycznych. Najważniejszą z nich byli Lewelerzy, którzy popierali reformy wyborcze, powszechne sądownictwo, progresywne opodatkowanie oraz zniesienie monarchii, arystokracji i cenzury. Lewelerzy występowali przeciw rządowi Olivera Cromwella.

## XIX wiek

### Robert Owen i rewolucja przemysłowa
Rewolucja przemysłowa, czyli stopniowe przejście z gospodarki rolniczej do przemysłowej, rozpoczęło się w Wielkiej Brytanii ponad 30 lat przed resztą świata. Chłopi porzucali pracę na polach i rozpoczynali prace w kopalniach, zwanych jako „Dark, Satanic Mills”. Przerażające warunki pracy w połączeniu z wpływami rewolucji francuskiej skłoniły wielu intelektualistów w stronę socjalizmu.
Za pioniera brytyjskiego socjalizmu uważany jest Walijczyk Robert Owen, działający w New Lanark, w Szkocji. W należącej do Owena fabryce, zatrzymano zatrudnianie dzieci poniżej 10 roku życia, zamiast pracy zorganizowano im darmową edukację. Poprawie uległy też warunki pracy i życia wszystkich jego pracowników. Bezskutecznie próbował wpłynąć na parlament aby zakazał pracy dzieci, oraz udzielał się w ruchu spółdzielczym. Jego czołowym projektem było założenie utopijnej wspólnoty New Harmony w Stanach Zjednoczonych.

### Związki zawodowe
Ruch związkowy w Wielkiej Brytanii ma zalążki już w średniowiecznym systemie gildii. Związki zawodowe były przedmiotem represji, jednak już w 1824 roku w niektórych miastach takich jak Londyn były już powszechne. Bojowość robotników przejawiała się w ruchu Luddyzmu i była widoczna w walkach takich jak szkockie powstanie w 1820 roku, gdzie 60.000 pracowników próbowało zorganizować strajk generalny, zdławiony przez władze.
Od 1830 roku, podjęto kilka prób stworzenia krajowych związków zawodowych, pierwszą próbą było założenie w 1834 roku przez Roberta Owena „National Consolidated Trades Union”. Bardziej trwałe związki zawodowe powstały po 1850, były one lepiej zorganizowane i często mniej radykalne. London Trades Council został założony w 1860 roku, związek odgrywał kluczową rolę w założeniu w 1868 roku Kongres Związków Zawodowych (TUC), z czasem na lidera ruchu związkowego wyrósł socjalista Tom Mann.

### Chrześcijański socjalizm
Wraz z powstaniem nonkonformistycznych nurtów religijnych, w szczególności metodyzmu, nowo powstałe grupy religijne odegrały znaczącą rolę w rozwoju związków zawodowych i brytyjskiego socjalizmu. Radykalne społecznie nurty zdobyły wielu wiernych zwłaszcza wśród niektórych pracowników przemysłowych, zwłaszcza górników z północnej Anglii i Walii.
Pierwsza grupa nazywająca się chrześcijańskimi socjalistami została utworzona w 1848 a na jej czele stał Fryderyk Denison Maurice. Członkowie grupy wywodzili się głównie z czartystów. Organizacja przetrwała przez sześć lat, kolejne znaczne ożywienie chrześcijańskiego socjalizmu nastąpiło w latach 80. XIX wieku. Ostatecznie socjaliści chrześcijańscy skupieni wokół Jamesa Keir Hardie zdominowali władze Niezależnej Partii Pracy.

### Czartyzm
Ruch czartystowski istniejący w latach 1836-49, był pierwszym masowym ruchem rewolucyjnym brytyjskiej klasy robotniczej. Wiece i demonstrację organizowane przez ruch gromadziły miliony proletariuszy i przedstawicieli drobnomieszczaństwa. Czartyści wydali kilka petycji do brytyjskiego parlamentu (od 1.280.000 do 3.000.000 podpisów), najbardziej znanym z nich był „Karta praw ludu” z 1842 roku (The People’s Charter, stąd nazwa ruchu).
Rząd stopniowo poddał ruch brutalnym represjom, aresztowany przywódców ruchu. Osłabiona organizacja uległa podziałom. Choć przygotowane przez ruch petycje nie osiągnęły zamierzonego celu, rząd uległ niektórym postulatom czartyzmu. W rezultacie skrócono dzień pracy w przemyśle do 10,5 godziny (1847 rok), zabroniono kobietom i dzieciom do 10 roku życia pracować w kopalniach, później skrócono również godziny pracy dzieci starszych. Złagodzono przepisy dotyczące ubogich. Wycofano się też z ograniczeń handlowych i ceł zaporowych na zboże, co przyczyniło się do spadku cen żywności.

### Karol Marks i marksizm
Karol Marks i Fryderyk Engels w czasie pracy w Anglii, współorganizowali kilka małych grup emigracyjnych, w tym Związek Komunistów. Praca Engelsa z 1845 roku pt. „Położenie klasy robotniczej w Anglii”, wydana w Anglii w 1892 roku, stała się popularna wśród robotników, początkowo jednak marksizm nie miał dużego wpływu na klasę robotniczą w Wielkiej Brytanii.
Pierwszą nominalnie marksistowską organizacją była Federacja Socjaldemokratyczna, założona w 1882 roku. Do organizacji dołączyła córka Karola Marksa, Eleonora, a organizację wspierał Fryderyk Engels.
Partia jednak szybko uległa podziałom wewnętrznym, w wyniku podziału William Morris założył Ligę Socjalistyczną. Już w 1904 roku powstała kolejna grupa rozłamowa Socjalistyczna Partia Wielkiej Brytanii. Z Federacji Socjaldemokratycznej w 1903 roku odeszła grupa zakładająca partię pod nazwą Socjalistyczna Partia Pracy.
Chociaż marksizm miał wpływy w Wielkiej Brytanii, były one znacznie mniejsze niż w wielu innych krajach europejskich. Większe wpływy wśród socjalistów znaleźli filozofowie tacy jak John Ruskin i John Stuart Mill. Niektórzy niemarksistowscy teoretycy stwierdzili że Wielka Brytania jako jeden z najbardziej demokratycznych krajów Europy tego okresu, nie potrzebowała rewolucyjnych zmian, tym samym większe możliwości miał parlamentarny, reformistyczny socjalizm.

### Lib-Labs i ILP
W 1867 roku weszła w życie „Reform Act 1867”, która zwiększała prawa klasy robotniczej. Partia Liberalna była zaniepokojona możliwościami partii socjalistycznych, większość dotychczasowych zwolenników liberałów zaczęła organizować się w partie robotnicze. Konserwatyści dążyli do wzmocnienia kandydatów socjalistycznych przeciw swoim odwiecznym wrogom, Partii Liberalnej.
W 1874 roku liberałowie nie wystawili kontrkandydatów dla dwójki przywódców górników, Thomasa Burta i Alexandra MacDonalda, w rezultacie obydwoje zostali wybrani do parlamentu. Wkrótce inni przywódcy górniczy dostali się do parlamentu poprzez tę samą procedurę, wkrótce kandydaci pracowniczy popierani przez liberałów znani byli jako „Liberal-Labour” lub w skrócie „Lib-Labs”.
W 1888 roku parlamentarzysta Robert Bontine Cunninghame Graham z Lanarkshire, w 1886 roku opuścił Partię Liberalną i założył Szkocką Partię Pracy, stając się pierwszym reprezentantem partii socjalistycznej w brytyjskim parlamencie. W 1892 roku Keir Hardie, kolejny liberalny polityk, dołączył do Szkockiej Partii Pracy. W 1895 roku Szkocka Partia Pracy stała się częścią Niezależnej Partii Pracy.

## XX wiek

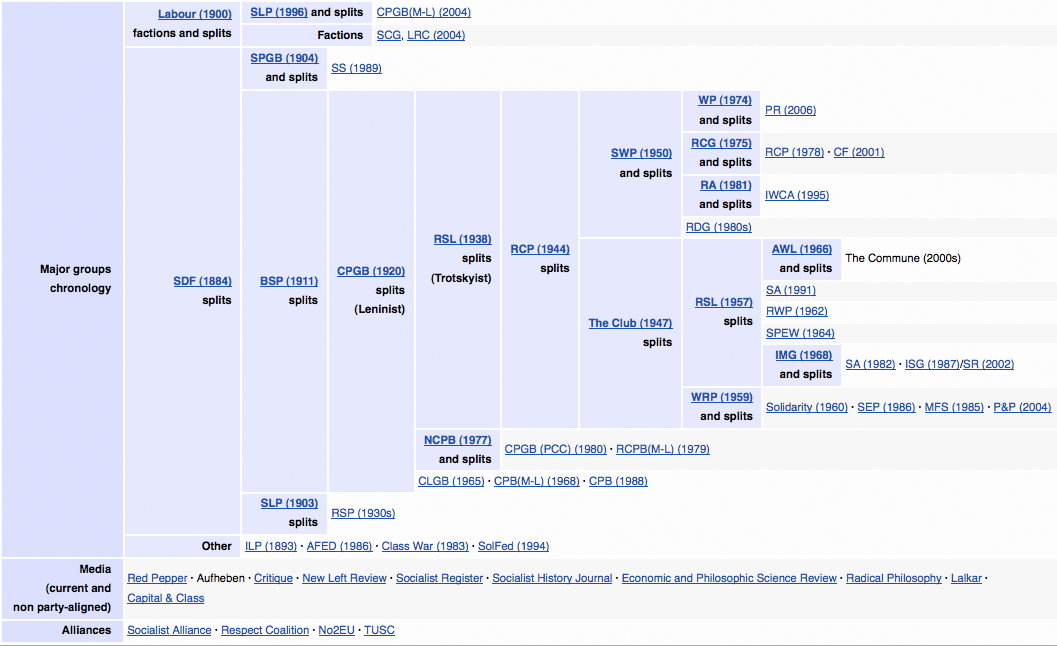
Przedział czasowy rozwoju organizacji socjalistycznych Wielkiej Brytanii

Na początku XX wieku doszło do powstanie wielu grup i ruchów socjalistycznych. Był to okres narodzin Niezależnej Partii Pracy i Federacji Socjaldemokratycznej. Od 1890 do 1930 roku działał ruch skupiony wokół gazety The Clarion należącej do Roberta Blatchforda. Właśnie na początku nowego stulecia, rozwinęło się Towarzystwo Fabiańskie, oraz grupy radykalne na czele z Socjalistyczną Partią Pracy. Ruch socjalistyczny stał się z czasem zdominowany przez Partię Pracy.

### Narodziny Partii Pracy
W 1900 roku, przedstawiciele różnych związków zawodowych, oraz część działaczy Niezależnej Partii Pracy, Towarzystwa Fabiańskiego i Federacji Socjaldemokratycznej zjednoczyli się tworząc przyszłą Partię Pracy. Założony został Komitet Reprezentacyjny Pracy z Keir Hardie na czele. W wyborach w 1900 roku Komitet zdobył dwa mandaty.
Komitet po dołączeniu do Międzynarodówki Socjalistycznej w 1906 roku, zmienił nazwę na aktualną „Partię Pracy”. Partia zawiązała koalicję wyborczą z liberałami przeciwko unionistycznemu rządowi. W rezultacie laburzyści zdobyli 29 posłów.

### Sufrażystki
Kampania na rzecz praw wyborczych dla kobiet, rozpoczęła się w Wielkiej Brytanii w połowie XIX wieku. Większość sufrażystek powiązana była ze środowiskiem socjalistycznym, jedną z przedstawicielek ruchu była Eleonora Marks. Niektórzy socjaliści byli jednak przeciwnikami nowego ruchu lub po prostu go ignorowali przedstawicielami tej orientacji wśród socjalistów byli Robert Blatchford i Ernest Bax. Na początku XX wieku, kampania na rzecz praw kobiet stała się bardziej dynamiczna i zdobyła popularność wśród kobiet z klasy pracującej. Sylvia Pankhurst rozpoczęła w East End w Londynie kampanię na rzecz tworzenia kobiecych związków zawodowych oraz uczestniczyła w tworzeniu Socjalistycznej Federacji Robotniczej.

### Syndykalizm i I wojna światowa
Zwolennicy amerykańskiego działacza Daniela De Leona w Federacji Socjaldemokratycznej, głównie w Szkocji odłączyli się od partii, tworząc Socjalistyczną Partią Pracę. Pozostała część Federacji utworzyła partię marksistowską, pod nazwą Brytyjska Partia Socjalistyczna. Socjalistyczna Partia Pracy i Brytyjska Partia Pracy skupiły się na działaniach związkowych. Socjaliści tacy jak John MacLean prowadzili strajki i demonstracje na rzecz lepszych warunków pracy i czterdziestu godzin pracy w tygodniu.
Działalność syndykalistyczna była szczególnie aktywna w trakcie trwania I wojny światowej. W opozycji do środowisk syndykalistycznych, większość partii socjalistycznych głównego nurtu, przyjęło entuzjastycznie udział ich krajów w wojnie, stanowisko prowojenne oprócz Partii Pracy przyjęła także Brytyjska Partia Socjalistyczna. W rezultacie z Partii Socjalistycznej odłączyła się frakcja pacyfistyczna.

### Bolszewizm i CPGB
Działania antywojenne wielu organizacji socjalistycznych, martwiło prawicowców którzy wierzyli że socjaliści dążą do rewolucji bolszewickiej w Wielkiej Brytanii. Komunistyczna Partia Wielkiej Brytanii (CPGB) została założona w roku 1920, przyjmując najbardziej lewicowych działaczy Brytyjskiej Partii Socjalistycznej i Socjalistycznej Federacji Robotniczej a także niektórych działaczy Partii Pracy.
CPGB wkrótce stała się znana ze swojej lojalności wobec linii Kominternu, zaproponował nawet o wydalenie z organizacji Lwa Trockiego. Gdy partia na czele z Harrym Pollittem zdobyła swój pierwszy mandat parlamentarny, rozpoczęła wydalanie ze swoich szeregów trockistów.

### Laburzyści a strajk generalny
W okresie po I wojnie światowej gwałtownie wzrosło poparcie dla Partii Pracy, rezultatem wzrostu poparcia był wzrost liczby posłów laburzystowskich. W 1918 roku został uzgodniony nowy statu partii, który ustalił kilka podstawowych celów partii. Zmiany w programie partii nazwane zostały jako „Klauzula IV”, w nowym programie Partia Pracy wzywała do nacjonalizacji kluczowych struktur gospodarki. W wyniku sukcesu w wyborach w 1924 roku, laburzyści utworzyli pierwszy rząd mniejszościowy z Ramsayem MacDonaldem jako premierem. Rząd upadł w wyniku opublikowania listu Zinowjewa, który miał być dowodem powiązań Partii Pracy z ZSRR. Dopiero w przyszłości okazało się, że list był oszustwem.
W 1926 roku walijscy górnicy rozpoczęli strajk mający na celu poprawę warunków pracowników. Sytuacja szybko przerodziła się w strajk generalny, TUC wkrótce wyłamał się ze strajku w odpowiedzi na rzekome doniesienia o głodzie na wsiach. Górnicy próbowali kontynuować strajk bez wsparcia TUC.
Laburzyści wygrali kolejne wybory w roku 1929 i utworzyli drugi rząd mniejszościowy z premierem MacDonaldem. Po krachu na giełdzie amerykańskiej w 1929 roku, świat ogarnął wielki kryzys. MacDonald i jego zwolennicy uzgodnili utworzenie rządu narodowego z liberałami i konserwatystami. Większa część laburzystów uznała to za zdradę, odchodząc z partii, założyli Narodową Organizację Pracy.
Wielki kryzys doprowadził do osłabienia gospodarczego regionów przemysłowych Anglii, Walii i środkowej Szkocji.

### Socjalizm etyczny
Socjalizm etyczny jest wariantem liberalnego socjalizmu opracowanego przez socjalistów brytyjskich. Etyczny socjalizm stał się ważnym fundamentem ideologii Partii Pracy, za jego narodziny uznaje się lata 20. XX wieku i poglądy chrześcijańskiego socjalisty Richarda Tawneya. Idee socjalizmu etycznego stanowią połączenie typowych cech socjalizmu, brytyjskiego socjalizmu chrześcijańskiego oraz idei Towarzystwa Fabiańskiego. Socjalizm etyczny był propagowany przez premierów MacDonalda, Clementa Attleego i Tony’ego Blaira.

### Narodziny faszyzmu a postawa lewicy
Byli działacze Partii Konserwatywnej, Partii Pracy i Nowej Partii na czele z Oswaldem Mosleyem po nieudanych dla nich wyborach w 1932 roku, utworzyli Brytyjską Unię Faszystów. Od początku istnienia nowa formacja była zwalczana przez ruch lewicowy. Pomimo marginalnego poparcia i braku wystawienia kandydatów w wyborach w 1935 roku, BUF zażądała budowy państwa korporacyjnego, w którym państwo będzie kontrolowało związki zawodowe i koordynowało pracowników. Partia sprzeciwiała się postulatom lewicy dotyczącej nacjonalizacji systemu bankowego. Brytyjscy faszyści szczególnie aktywnie zwalczali komunistów i organizacje lewicowe wywodzące się ze społeczności żydowskiej. Podczas II wojny światowej Oswlad Mosley i kilku czołowych działaczy BUF zostało internowanych ze względu na powiązania z Hitlerem.

### Hiszpańska wojna domowa i II wojna światowa
Niezależna Partia Pracy zerwała stosunki z Partią Pracą w 1932 roku, w proteście przeciwko erozji niezależności swoich deputowanych. Przez pewien czas ugrupowanie stało się istotną siłą na lewo od Partii Pracy.
Hiszpańska wojna domowa rozpoczęta w 1936 roku, była bacznie obserwowana przez socjalistyczny ruch międzynarodowy, lewica obawiała się, że zwycięstwo frankistów doprowadzi do rozszerzenie faszyzmu na pozostałe kraje Europy. Wielu działaczy CPGB i Niezależnej Partii Pracy zgłosiło się jako ochotnicy w walce o Republikę w antyfaszystowskich Brygadach Międzynarodowych i oddziałach Robotniczej Partii Marksistowskiej Unifikacji (POUM). Jednym z ochotników, antyfaszystów był Georg Orwell, który opisał swoje doświadczenia z okresu wojny w W hołdzie Katalonii.
Po wybuchu II wojny światowej, Partia Pracy aktywnie wspierała uczestnictwo Wielkiej Brytanii w antyfaszystowskiej koalicji. Laburzyści dołączyli do wspólnego rządu narodowego z Partią Konserwatywną i Liberalną oraz zgodziła się na niekonkurowanie ze sobą wzajemnie w wyborach. CPGB początkowo poparła wojnę, lecz po traktacie Józefa Stalina z Adolfem Hitlerem, potępiła ją. Po inwazji nazistowskiej na ZSRR, CPGB ponownie poparła wojnę i działała przeciwko strajkom mogącym zaszkodzić siłom zbrojnym Wielkiej Brytanii, partia zgodziła się analogicznie do Partii Pracy na umowę o nie konkurencji w wyborach. Mimo starań Partii Pracy i CPGB niektórzy robotnicy organizowali strajki także w czasie wojny, uzyskując wsparcie antywojennej części Niezależnej Partii Pracy i nowo powstałej trockistowskiej Rewolucyjnej Partii Komunistycznej.

### Zwycięstwo laburzystów w 1945
Ku powszechnemu zdziwieniu, Partia Pracy pod przewodnictwem Clementa Attleego wygrała wybory, pokonując Partię Konserwatywną na czele z popularnym w czasie wojny Winstonem Churchillem. Po zwycięstwie wyborczym laburzyści rozpoczęli realizowanie socjaldemokratycznego programu, zakładając National Health Service, nacjonalizując niektóre branże (w tym górnictwo), laburzystom udało się położyć podwaliny pod system państwa opiekuńczego.
Większym poparciem społecznym cieszyła się też na gruncie sukcesów komunistów w Europie Wschodniej i Chinach, CPGB, do parlamentu weszło dwóch parlamentarzystów reprezentujących partię (jeden z Londynu, drugi z Fife). Trockistowska Rewolucyjna Partia Komunistyczna upadła.
Partia Pracy straciła władzę w 1951 roku (pomimo uzyskania 200.000 głosów więcej niż konserwatyści), a po wyborach Clement Attlee odszedł na emeryturę. W 1955 roku nowym liderem partii wybrany został przedstawiciel prawego skrzydła partii Hugh Gaitskell, pokonując w głosowaniu Aneurina Bevana.
Mimo sporu między zwolennikami Gaitskella i Bevana, były to bardziej konflikty na tle osobowości niż ideologii, sytuacja uspokoiła się gdy przewodniczącym wybrany został Harold Wilson, zwolennik Bevana.

### Lata 60. i 70.
Wojna w Wietnamie i jej poparcie przez Harolda Wilsona, zradykalizowała młode pokolenie. Młodzi socjaliści organizowani masowe protesty antywojenne, rozpoczęto kampanie na rzecz rozbrojenia nuklearnego. Lata te uważane są za początek grup trockistowskich takich jak Międzynarodowa Grupa Marksistowska i Międzynarodowi Socjaliści. Na popularności tych grup wpłynęło wiele czynników, w tym działalność ich poszczególnych członków takich jak Tariq Ali.
CPGB była coraz bardziej podzielona między stalinowcami a eurokomunistami, konflikt zaostrzył się po inwazji ZSRR na Czechosłowację w 1968 roku. Partia na skutek wewnętrznych sporów, przeszła przez szereg rozłamów. Skrzydło maoistowskie założyło Komunistyczną Partię Wielkiej Brytanii (marksistowsko-leninowską). Później w roku 1977, prorosyjscy, tradycjonalistyczni posłowie założyli Nową Partię Komunistyczną.
Przez większość wieku XX, laburzyści rządzili naprzemiennie z konserwatystami, zwłaszcza w latach 1964-1976. W tym okresie Partia Pracy opracowała plan mający na cele unikanie strajków poprzez arbitraż. Wówczas doszło do konfliktu między niektórymi organizacjami socjalistycznymi i związkowcami a laburzystami. Związki zawodowe bliskie CPGB zorganizowały udany strajk górników w 1974 roku. Niezdolność negocjacji laburzystów ze związkami zawodowymi, w połączeniu z recesją światową, doprowadziły do wygrania przez konserwatystów z Margaret Thatcher na czele wyborów w 1979 roku.

### Lata 80.
Po klęsce wyborczej w 1979 roku lider laburzystów, James Callaghan próbował bezskutecznie utrzymać równowagę między lewą (Tony Benn) i prawą (Roy Jenkins) stroną partii. W 1980 roku Callaghan zrezygnował z roli lidera partii i został zastąpiony przez Michaela Foota przedstawiciela lewego skrzydła partii, dystansującego się co prawda od Tony’ego Benna. W 1981 roku doszło do rozłamu w Partii Pracy, w wyniku którego prawe skrzydło laburzystów założyło Partię Socjaldemokratyczną. Nowa partia zawarła sojusz z Partią Liberalną, niektóre sondaże dawały nowo powstałemu sojuszowi szansę na zwycięstwo w wyborach powszechnych.
Wybory w 1983, i polityka Thatcher wywołały falę nacjonalizmu, którego efektem była wojna o Falklandy. Wybory okazały się najgorszymi od 1918 roku wyborami dla laburzystów. W tym okresie kierownictwo partii lawirowało między umiarkowaną frakcją skupioną wokół magazynu Tribune i frakcją radykalną związaną z Tonnym Bennem i parlamentarnym klubem „Socialist Campaign Group”. Trockistowska Militant tendency wewnątrz Partii Pracy, zwiększyła swoje poparcie.
W roku 1982 laburzystom udało się zdobyć kontrolę nad Liverpool City Council, i prowadzić politykę przeciwstawną wobec rządowym cięciom budżetowym. Innym skutecznym przeciwnikiem Thatcher w samorządzie, był Ken Livingstone z Londynu. W tym okresie wykuto termin „komunalny socjalizm” opisujący działania niektórych laburzystowskich władz lokalnych, stanowiących kontrast wobec panujących w kraju neoliberalnych reform. W wyborach wewnątrzpartyjnych zwyciężył Neil Kinnock, który postanowił położyć kres podziałom w partii, osłabiając wpływy lewego skrzydła partii. Laburzyści w wyniku wyborów w 1987 roku przyczynili się znacząco do osłabienia konserwatywnej większości.

### Socjalizm i separatyzm
Szkocki i walijski nacjonalizm był problemem wielu socjalistów. Separatyzm cieszył się dużą popularnością wśród lewicowych polityków Szkocji, już w 1920 roku John Maclean prowadził kampanię na rzecz oddzielenia się szkockiej sekcji partii komunistycznej od CPGB. Gdy władze krajowe odmówiły poparcia dla jego pomysłu oraz odmówiły uznania niezależności Szkocji, założył Szkocką Robotniczą Partię Republikańską. Poeta Hugh MacDiarmid, prywatnie komunista był ważnym członkiem Stronnictwa Narodowego Szkocji. Ostatecznie CPGB zmieniła swoje stanowisko co do niezależności Szkocji w roku 1940.
Wczesne partie nacjonalistyczne miały niewielki związek z socjalizmem, z lewicą zostały utożsamiane wraz z latami 80. XX wieku. W 1990 roku Plaid Cymru zadeklarowała się jako partia socjalistyczna.
Po utworzenia Szkockiego Parlamentu i Zgromadzenia Walijskiego, w siłę urosły socjalistyczne Szkocka Partia Narodowa i Plaid Cymru. Szkocka Partia Socjalistyczna, w swoim programie obejmowała między innymi niezależność Szkocji. Największym sukcesem Szkockiej Partii Socjalistycznej był wybór sześciu posłów. W 2003 założona została Forward Wales.
Irlandzki republikanizm, z czasem zaczął być wspierany przez brytyjskich socjalistów. Manifest wyborczy Partii Pracy z lat 1983, 1987 i 1992 zawierał zobowiązanie do zjednoczenia Irlandii za obopólną zgodą.

### Lata 90.
Rok 1989 i 1990, przyniósł konserwatystom znaczny spadek poparcia. Margaret Thatcher została zmuszona przez własną partię do ustąpienia. CPGB ostatecznie rozpadła się w 1991 roku, choć ich gazeta Morning Star wciąż jest publikowana. W wyniku przekształcenia CPGB, powstała Demokratyczna Lewica, wydająca pismo Marxism Today. Wybory powszechne w 1992 roku okazały się co prawda zwycięskie dla konserwatystów, lecz ich pozycja znacznie zmalała. Po krótkim okresie rządów w partii Johna Smitha, nowym partii został przedstawiciel umiarkowanego skrzydła, Tony Blair, który zliberalizował program gospodarczy partii, usuwając ze statu „Klauzulę IV” wzywającą do kontroli robotniczej i nacjonalizacji przemysłu.
Wielu członków partii było niezadowolonych ze zmian w Partii Pracy. Wielu członków partii takich jak Arthur Scargill uznało posunięcia Blaira za zdradę ideologii laburzystowskiej. Scargill utworzył Socjalistyczną Partię Pracy, która z czasem utraciła poparcie i utworzyła wraz z innymi ugrupowaniami Sojusz Socjalistyczny. Znaczne sukcesy odniosła Szkocka Partia Socjalistyczna. Burmistrzem Londynu został Ken Livingstone, który do Partii Pracy przyjęty został ponownie w 2004 roku. W 2004 roku Partię Pracy opuścił parlamentarzysta George Galloway, po odejściu z partii założył Respect Party, Galloway do parlamentu powrócił w roku 2012.
Partia Pracy mimo rozłamów wygrała wybory w roku 1997, przegrywając z konserwatystami dopiero w 2010 roku.

## XXI wiek
Początek nowego stulecia był czasem zwiększenia się pozycji ruchu alterglobalistycznego. Inwazja na Irak w roku 2003 doprowadziła do odnowy wartości pacyfistycznych. Kilka małych partii socjalistycznych połączyło się w 2003 roku i utworzyło Sojusz na rzecz Zielonego Socjalizmu, odwołujący się do wartości ekologicznych, socjalistycznych i pacyfistycznych. W 2003 roku Partia Pracy poparła interwencję w Iraku, co spowodowało krytykę kierownictwa ze strony lewego skrzydła partii. Za krytykę inwazji z partii wydalony został George Galloway, który następnie wspólnie z działaczami małych organizacji skrajnej lewicy, głównie Socjalistycznej Partii Robotniczej utworzył Respect Party.
Na potrzeby wyborów parlamentarnych w 2010 roku, powołano Trade Unionist and Socialist Coalition będącą koalicją małych ugrupowań socjalistycznych i związków zawodowych, opozycyjnych wobec Partii Pracy. Za poprzedniczkę TSUC niekiedy uważana jest No2EU która brała udział w wyborach do Parlamentu Europejskiego w 2009 roku.
Obecnym liderem Partii Pracy jest Ed Miliband. Miliband ze względu na chęć powrotu do tradycyjnie, lewicowych wartości jest nazywany w prawicowych mediach jako „Czerwony Ed”.